# Konrad Krez

Konrad Krez

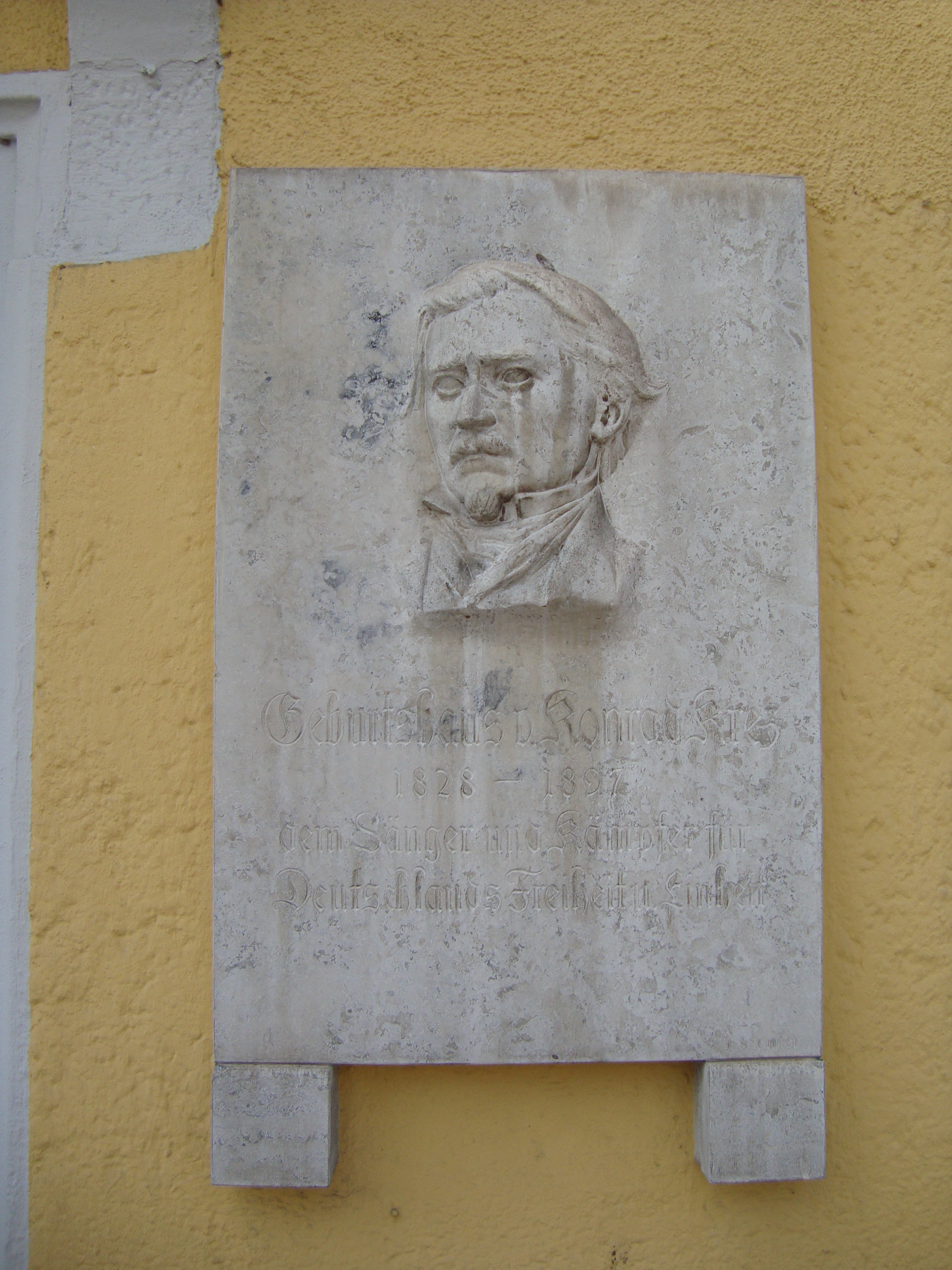
Gedenktafel am Geburtshaus

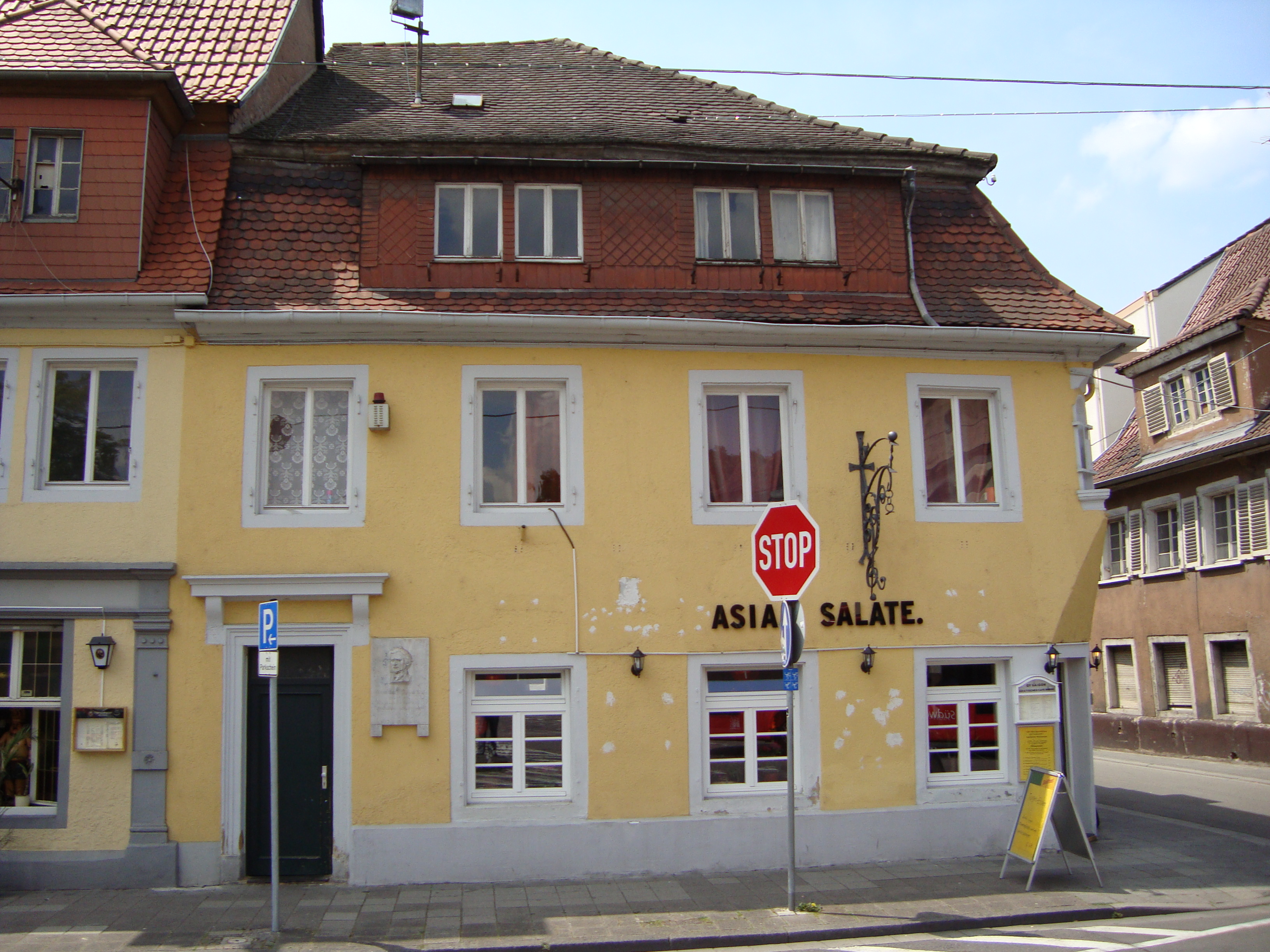
Geburtshaus in Landau in der Pfalz

Konrad Krez (auch Conrad Krez sowie Conrad Crez, * 27. April 1828 in Landau in der Pfalz; † 8. März 1897 in Milwaukee) war ein deutsch-amerikanischer Dichter.

## Leben
Krez wurde als Sohn eines bayerischen Leutnants im Haus seiner mütterlichen Großeltern, der Wirtschaft „Zum Großen Baum“ in der Landauer Königstraße geboren. Nach dem frühen Tod des Vaters besuchte er in Landau die Lateinschule, dann durch ein Stipendium das Bischöfliche Seminar in Speyer. In München begann er, wieder durch ein Stipendium ermöglicht, das Studium des Bergfachs, brach es aber ab und kehrte nach Landau zurück, um sich bei einem Advokaten auf das Studium der Rechtswissenschaft vorzubereiten.
Im Frühjahr 1848 beteiligte er sich mit dem Freikorps Von der Tann an der Schleswig-Holsteinischen Erhebung. Danach begann er ein Jurastudium in Heidelberg. Während seines Studiums war er 1846 Mitglied der Alten Heidelberger Burschenschaft Franconia geworden, nahm an der Badischen Revolution von 1848/49 teil und wurde hierfür in Abwesenheit zum Tode verurteilt. Er floh nach Straßburg und veröffentlichte dort sein Straßburger Gesangbuch, eine Sammlung von Gedichten auf seine Heimat und die Freiheit. Als einer der Forty-Eighters schiffte er sich 1850 in die Vereinigten Staaten ein, wo er sich in Sheboygan als Rechtsanwalt niederließ und später zum Generalstaatsanwalt gewählt wurde.
Er nahm als Freiwilliger auf Seite der Nordstaaten am Amerikanischen Bürgerkrieg teil, führte das Freiwilligenregiment Wisconsin als Oberst bei der Schlacht um Vicksburg und dem Zweiten Vicksburg-Feldzug und stieg bis zum Rang eines Brigadegenerals auf. Nach Kriegsende nahm er seine Tätigkeit als Jurist wieder auf.
1886 erhielt er von Präsident Grover Cleveland die Ernennung zum Bundessteuereinnehmer für Milwaukee, 1892 wurde er der für Milwaukee zuständige Staatsanwalt und 1895, zwei Jahre vor seinem Tod, Chef des Gerichtswesens.

## Werke
Krez verfasste in Amerika zahlreiche Gedichte in deutscher Sprache, die seinerzeit häufig publiziert wurden und in der deutsch-amerikanischen Gemeinschaft große Bekanntheit genossen. Zu seinen am meisten verbreiteten Werken zählen:
- An mein Vaterland
- Der Flüchtling
- Der Landstreicher
- Entsagung und Trost
- Die deutsche Muse in Amerika